# Małgorzata Gersdorf

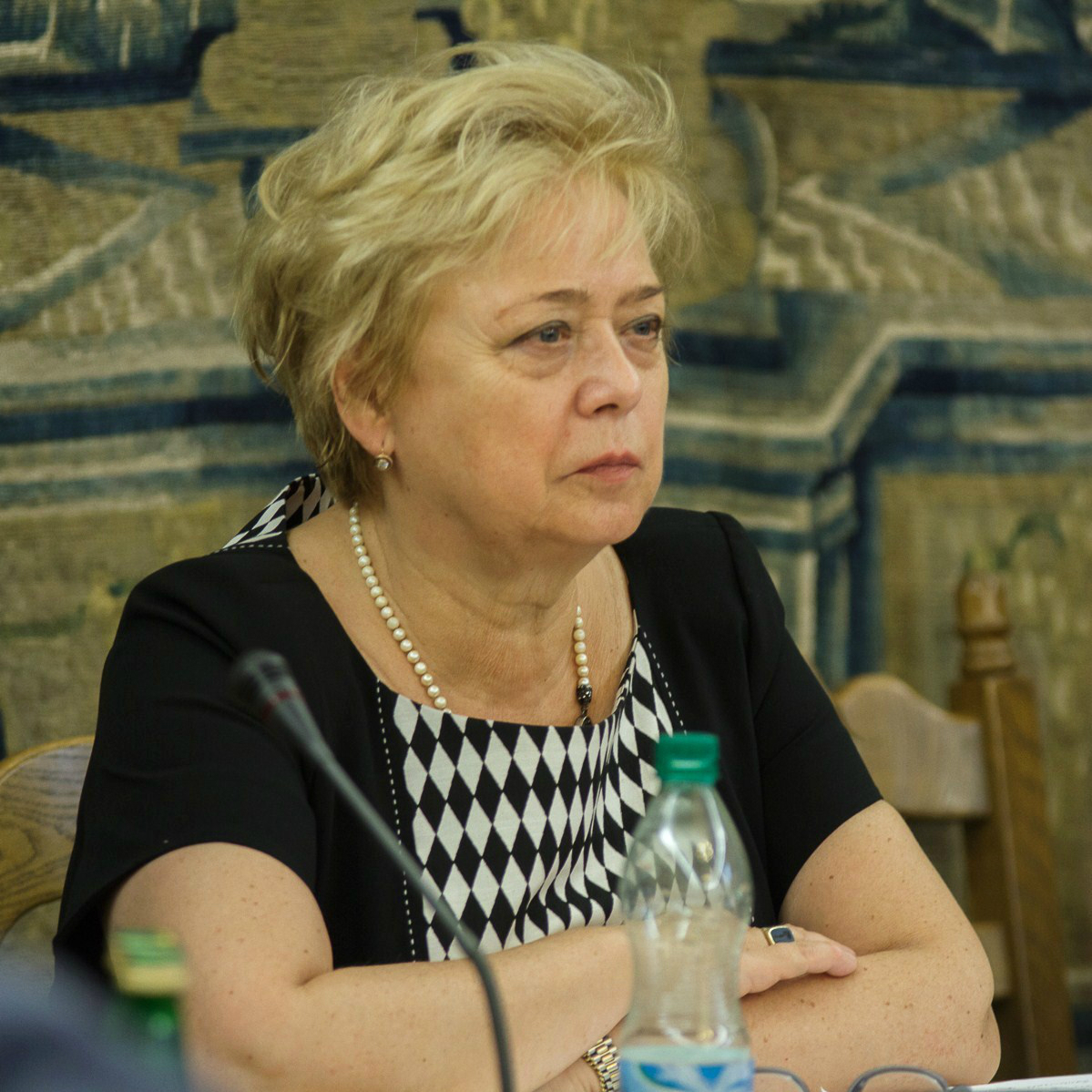
Małgorzata Gersdorf

Małgorzata Maria Gersdorf (* 22. November 1952 in Warschau) ist eine polnische Juristin, Professorin an der Universität Warschau und war von 2014 bis Ende April 2020 Präsidentin des Obersten Gerichts in Polen.

## Karriere
Gersdorf schloss ihr Studium der Rechtswissenschaft an der Universität Warschau 1975 ab und promovierte 1981. 1992 wurde sie Professorin an der Universität Warschau, fungierte ab 2005 als Vizerektorin der Universität und 2008 Dekanin der Fakultät der Rechtswissenschaften.
Gersdorf engagierte sich in den 1980er Jahren in der Solidarność-Bewegung. Nach Gründung der Dritten Polnischen Republik 1989 war sie Mitglied der „Kommission für soziale Aussöhnung“, die politische Gefangene der kommunistischen Vorgängerregierung wieder in die Arbeitswelt zurückführte. Gersdorf fungierte in den 2000ern als Beraterin des Obersten Gerichts und wurde 2008 als Richterin für das Oberste Gericht nominiert. Am 30. April 2014 wurde sie als Präsidentin des Obersten Gerichts von Staatspräsident Bronisław Komorowski ernannt. Sie folgte in dieser Funktion Stanisław Dąbrowski, der am 9. Januar 2014 gestorben war.
2015 kündigte die Regierungspartei PiS eine Strukturreform des Obersten Gerichts an, die vorsah, dass das Parlament zukünftig selbst Richter nominieren könnte, statt der bisherigen Nominierung durch die Richterorganisation Krajowa Rada Sądownictwa. Dieses und weitere Vorhaben führten in zu einer polnischen Verfassungskrise. Gersdorf wandte sich 2017 in einem offenen Brief an die Richter des Landes und rief sie dazu auf, „jeden Zentimeter des Rechtsstaats zu verteidigen“. Zuvor hatte sie des Öfteren daran erinnert, dass die polnischen Gerichte sehr einfach in ein Spielzeug der Politiker umgewandelt werden könnten. Die Strukturreform wurde von beiden Kammern des polnischen Parlaments verabschiedet, jedoch von Präsident Andrzej Duda nicht unterschrieben.
Anfang Juli 2018 wurde sie aufgrund der Herabsetzung des Pensionsalters von Richtern von 70 auf 65 Jahre durch das in Kraft getretene Gesetz zur Zwangspensionierung der Richter am Obersten Gericht pensioniert, weigerte sich aber ihr Amt aufzugeben, weil laut Artikel 183 der Verfassung die Amtszeit des Gerichtspräsidenten sechs Jahre beträgt.
Am 20. Juli 2018 hielt  Gersdorf im Bundesgerichtshof Karlsruhe auf Einladung der Präsidentin Bettina Limperg im Rahmen der Reinhold-Frank-Gedächtnisvorlesung „Der Rechtsstaat in Polen – versäumte Gelegenheiten?“ einen Vortrag  über die Lage der polnischen Justiz.
BGH-Präsidentin Bettina Limperg und der Verfassungsrichter Johannes Masing haben sich Frau Gersdorf demonstrativ zur Seite gestellt.
Der Ministerpräsident Mateusz Morawiecki hat  Richterin Gersdorf am 19. September 2018  in ihrem Arbeitszimmer im Obersten Gericht besucht. Bis dahin hatte Morawiecki Gersdorf als aktive Richterin nicht anerkannt. Möglicherweise sollte der Besuch der Europäischen Union eine Kompromissbereitschaft der PiS-Regierung signalisieren.
Nachdem am 19. Oktober 2018 der EuGH im Zuge einer einstweiligen Verfügung die Herabsetzung des Pensionsalters für Verfassungsrichter in Polen suspendiert und eine unverzügliche Wiedereinsetzung der bereits in den Ruhestand versetzten Richter angeordnet hatte, forderte Gersdorf am 22. Oktober 2018 die zwangspensionierten 23 Richter auf, sich selbst eingeschlossen, in den aktiven Dienst zurückzukehren. Gersdorfs Amtszeit lief am 30. April 2020 aus. Zum kommissarischen Nachfolger wurde Kamil Zaradkiewicz ernannt, ehe Małgorzata Manowska in einer umstrittenen Entscheidung zur neuen Präsidentin des obersten Gerichts ernannt wurde.

## Auszeichnungen
- Gersdorf erhielt den Theodor-Heuss-Preis 2019. Er wurde am 11. Mai 2019 in Stuttgart überreicht.[12]
- 2021 erhielt sie den Kant-Weltbürger-Preis der Freiburger Immanuel Kant-Stiftung.[13]

## Privatleben
Seit dem Jahr 2000 ist sie in zweiter Ehe mit dem ehemaligen polnischen Verfassungsrichter Bohdan Zdziennicki verheiratet. Aus ihrer ersten Ehe mit dem heutigen Dekan für Recht der Universität Warschau Tomasz Giaro, den sie während ihrer Universitätszeit heiratete, hat sie einen Sohn.